# Едмунд Кирби Смит
Едмунд Кирби Смит (енгл. Edmund Kirby Smith; Сент Огастин, 16. мај 1824 — Сивани, 28. март 1893) био је генерал Конфедерације за време Америчког грађанског рата.
Смит је постао официр у војсци САД 1845. године. По избијању грађанског рата 1861. иступа из војске, а Флорида је прогласила отцепљење од Уније. У јуну 1861. је имао чин бригадног генерала и у октобру исте године је унапређен у генерал-мајора војске Конфедерације. Истакао се за време Брагове инвазије Кентакија (1862) и на Ричмонд, где је поразио генерала севера Вилијама Нелсона (30. августа исте године). Од фебруара 1863. до краја рата, Смит је командовао снагама западно од Мисисипија (Трансмисисипи, подручје под ингеренцијом конфедералних држава). Потписао је предају својих трупа 26. маја 1865, а после рата је био директор железничке компаније и затим универзитетски професор.
Био је ожењен са Кеси Селден (1836–1905), имали су једанаесторо деце, пет синова и шест кћери.
Током Другог светског рата један брод Америчке морнарице је назван по њему.